# Volti subito
Volti subito (forkortet V.S.) er et musikudtryk, som angiver, at der skal vendes nodeblad hurtigt, da musikken fortsætter på den næste side uden pause. Der er altså tale om et praktisk udtryk, som ikke siger noget om selve musikkens karakter, og som i en anden udgave af værket ville forekomme på andre steder.
J.L. Heiberg har i vaudevillen Recensenten og Dyret indført en italiensk beriderske med det spøgefulde navn "Madame Voltisubito". 

## Eksterne links
- Arkiv for Dansk Litteratur – Johan Ludvig Heiberg – Faksimile Arkiveret 10. marts 2007 hos  Wayback Machine